# ريتشارد إردمان
ريتشارد إردمان (بالإنجليزية: Richard Erdman)‏ مواليد 1 يونيو 1925 في إنيد، أوكلاهوما، الولايات المتحدة، هو ممثل ومخرج أمريكي بدأ مسيرته الفنية سنة 1944.

## الأعمال
- الزمن السعيد
- المعسكر 17
- بنغازي
- تورا! تورا! تورا!
- بيري ماسون
- توايلايت زون
- هوجانز هيروز
- آي دريم أوف جيني
- رجل الستة ملايين دولار
- كوينسي إم إي
- شيرز
- قصص بطوطية
- بيفرلي هيلز 90210
- كوميونتي

## روابط خارجية
- ريتشارد إردمان على موقع IMDb (الإنجليزية)
- ريتشارد إردمان على موقع روتن توميتوز (الإنجليزية)
- ريتشارد إردمان على موقع ألو سيني (الفرنسية)
- ريتشارد إردمان على موقع أول موفي (الإنجليزية)
- ريتشارد إردمان على موقع قاعدة بيانات الأفلام السويدية (السويدية)
- ريتشارد إردمان على موقع إن إن دي بي (الإنجليزية)
- ريتشارد إردمان على موقع قاعدة بيانات الفيلم (الإنجليزية)
- ريتشارد إردمان على موقع كينوبويسك (الروسية)